# Kęstutis Šalkauskas
Kęstutis Šalkauskas ist ein litauischer Jurist und ehemaliger Chef der Polizei Litauens. Er war litauischer General-Polizeikommissar. Bis Januar 1997 arbeitete Kęstutis Šalkauskas als Staatsanwalt der Unterabteilung für öffentliche Klage in der Generalstaatsanwaltschaft der Republik Litauen. Vom 14. Januar 1997 bis zum 30. Juni 1998 leitete er das Polizeidepartement am Innenministerium Litauens. Ab April 1997 war er Mitglied der Litauischen Straßenverkehrssicherheitskommission.